# فرنسوا سورو أوكيو
فرنسوا سورو أوكيو (بالفرنسية: François Sourou Okioh)‏ ، مواليد عام 1950 في ليما، داسا-زمي، البنين ، هو كاتب سيناريو ومخرج ومنتج له العديد من الإنجازات. أعماله زادت عن مائة فيلم وثائقي وتليفزيوني . وهو أيضا كاتب وشاعر.

## سيرة شخصية
تدرب فرنسوا أوكيو في أكاديمية السينما في براغ ( جمهورية التشيك ) ،يعتبر من الأوجه المهمة في عالم السينما الأفريقية وكذلك رائد أعمال مشهور. أنشأ في عام 1973 جمعية الثقافة والاتصال والتنمية (ACCD).

## فيلموغرافيا
له عدة أعمال:
الأفلام الروائية
- 2006 : أبيني(بالفرنسية: Abeni)‏ (كاتب سيناريو)
- 2006 : أغباكو (بالفرنسية: Agbako)‏(كاتب سيناريو)
- 2000 : بلد ايداشا (بالفرنسية: Le Pays Idaasha)‏ (مخرج)
- 1991 : حبل الضفائر (بالفرنسية: Les Tresseurs de corde)‏ (مخرج)
- 1985 : أيرونو (بالفرنسية: Ironu)‏ (مخرج)
- 1983 : أبناء ... (بالفرنسية: Enfants de...)‏ (مخرج)

أفلام متوسطة الطول
- 2006 : جماجم سميكة .. شفاه مستعارة (بالفرنسية: Crânes épais... lèvres fausses)‏ (مخرج)
- 1996 : الـCEDEAO ، عشرين عامًا مرت (بالفرنسية: La CEDEAO, vingt ans déjà)‏ (مخرج)

أفلام قصيرة
- 1983 : اوجو (بالفرنسية: Ironu)‏ (مخرج)
- 1982 : جرف النهر كل شيء (بالفرنسية: Ironu)‏ (مخرج)
- 1980 : هذه التلال لم تصمت (بالفرنسية: Ironu)‏ (مخرج)

## المنشورات
- مناجاة (بالفرنسية: Ogu)‏ (شعر)
- صلاحيات الرجل الدائم. رسالة إلى ابن عمي أوليورو (بالفرنسية: Ogu)‏ ، 2014

## مقالات ذات صلة
- سينما بنين
- قائمة أفلام بنين

## روابط خارجية
- فرنسوا سورو أوكيو على موقع IMDb (الإنجليزية)
- فرنسوا سورو أوكيو على موقع قاعدة بيانات الفيلم (الإنجليزية)

- فرنسوا سورو أوكيو في قاعدة بيانات الأفلام على الإنترنت